# Tayfun Korkut
Tayfun Korkut (Stuttgart, 1974. április 2. –), török válogatott labdarúgó, edző.
A török válogatott tagjaként részt vett az 1996-os és a 2000-es Európa-bajnokságon.

## Sikerei, díjai
- Fenerbahçe
  - Török bajnok (1): 1995–96

- Real Sociedad
  - Spanyol bajnoki ezüstérmes (1): 2002–03